# 豊岡通
豊岡通（とよおかどおり）は、愛知県名古屋市瑞穂区の地名。現行行政地名は豊岡通1丁目から豊岡通3丁目。住居表示未実施地域。

## 地理
名古屋市瑞穂区中央部に位置する。西は大喜新町、南は内方町・甲山町・津賀田町・大喜町、北は前田町・牧町・膳棚町・萩山町に接する。

## 歴史

### 地名の由来
現在の名古屋市立豊岡小学校付近の小高い山を豊岡と称していたことに由来する。

### 沿革
- 1945年（昭和20年）9月26日 - 瑞穂区瑞穂町字田光・楠・山畑・六平・西牧・林・中牧・東牧・北屋敷・甲山・東神手・膳棚・内方・北石川・南石川・山田・下内田・中内田および弥富町字中河原の各一部により、同区豊岡通1〜3丁目として成立[1]。
- 1951年（昭和26年）8月15日 - 瑞穂区瑞穂町字中ノ口および前田町1丁目の一部を1丁目に編入する[4]。
- 1952年（昭和27年）
  - 4月15日 - 瑞穂区前田町1丁目の一部を1丁目に編入する[4]。
  - 9月1日 - 瑞穂区弥富町字田方・中河原の各一部を3丁目に編入する[4]。
- 2012年（平成24年）7月18日 - 瑞穂町字田光の一部が1丁目に編入される[WEB 6]。

## 世帯数と人口
2019年（平成31年）3月1日現在の世帯数と人口は以下の通りである。
| 町丁   | 世帯数  | 人口    |
| ------ | ------- | ------- |
| 豊岡通 | 664世帯 | 1,289人 |

### 人口の変遷
国勢調査による人口の推移
| 1950年（昭和25年） | 683人   | [ 5 ]     |  |
| 1955年（昭和30年） | 845人   | [ 5 ]     |  |
| 1960年（昭和35年） | 1,023人 | [ 6 ]     |  |
| 1965年（昭和40年） | 1,128人 | [ 6 ]     |  |
| 1970年（昭和45年） | 1,215人 | [ 7 ]     |  |
| 1975年（昭和50年） | 1,041人 | [ 7 ]     |  |
| 1980年（昭和55年） | 1,268人 | [ 8 ]     |  |
| 1985年（昭和60年） | 1,256人 | [ 8 ]     |  |
| 1990年（平成2年）  | 1,350人 | [ 9 ]     |  |
| 1995年（平成7年）  | 1,316人 | [ 10 ]    |  |
| 2000年（平成12年） | 1,358人 | [ WEB 7 ] |  |
| 2005年（平成17年） | 1,323人 | [ WEB 8 ] |  |
| 2010年（平成22年） | 1,346人 | [ WEB 9 ] |  |

## 学区
市立小・中学校に通う場合、学校等は以下の通りとなる。また、公立高等学校に通う場合の学区は以下の通りとなる。
| 丁目        | 番・番地等 | 小学校               | 中学校                 | 高等学校 |
| ----------- | ---------- | -------------------- | ---------------------- | -------- |
| 豊岡通1丁目 | 全域       | 名古屋市立瑞穂小学校 | 名古屋市立津賀田中学校 | 尾張学区 |
| 豊岡通2丁目 | 全域       | 名古屋市立瑞穂小学校 | 名古屋市立津賀田中学校 | 尾張学区 |
| 豊岡通3丁目 | 全域       | 名古屋市立豊岡小学校 | 名古屋市立萩山中学校   | 尾張学区 |

## 施設
- パロマ瑞穂野球場（名古屋市瑞穂公園野球場[2]）北緯35度7分26.9秒 東経136度56分30.1秒 / 北緯35.124139度 東経136.941694度
- 瑞穂福祉会館[2]
- 瑞穂児童館[2]
- 瑞穂青年の家[2]
- 瑞穂郵便局[2]北緯35度7分30.7秒 東経136度56分4秒 / 北緯35.125194度 東経136.93444度
- 真宗大谷派信楽寺[2]北緯35度7分36.8秒 東経136度55分45.9秒 / 北緯35.126889度 東経136.929417度
- 天理教東愛大教会[2]北緯35度7分40.9秒 東経136度55分37.6秒 / 北緯35.128028度 東経136.927111度
- 名古屋市瑞穂図書館・名古屋市瑞穂文化小劇場

## 史蹟
- 瑞穂古墳群[2]

## 交通
- 名古屋市道牛巻大喜新町線（山手グリーンロード：認定路線名に豊岡通の名は使用されない）
- 名古屋市道名古屋環状線（瑞穂通：瑞穂運動場西交差点）
- 名古屋市営地下鉄 桜通線 瑞穂運動場西駅

## その他

### 日本郵便
- 郵便番号 : 467-0012[WEB 3]（集配局：瑞穂郵便局[WEB 12]）。

### 文献
1. 1 2  瑞穂区制施行50周年記念事業実行委員会 1994, p. 611.
2. 1 2 3 4 5 6 7 8 9 10  「角川日本地名大辞典」編纂委員会 1989, p. 1520.
3. ↑  名古屋市計画局 1992, p. 393.
4. 1 2 3  瑞穂区制施行50周年記念事業実行委員会 1994, p. 612.
5. 1 2  名古屋市総務局企画室統計課 1957, p. 85.
6. 1 2  名古屋市総務局企画部統計課 1967, p. 78.
7. 1 2  名古屋市総務局統計課 1977, p. 52・53.
8. 1 2  名古屋市総務局統計課 1986, p. 74・75.
9. ↑  名古屋市総務局企画部統計課 1991, p. 44.
10. ↑  名古屋市総務局企画部統計課 1996, p. 113.

### 統計資料
- 名古屋市総務局企画室統計課 編『昭和31年版 名古屋市統計年鑑』名古屋市、1957年。全国書誌番号:51004953。
- 名古屋市総務局企画部統計課 編『昭和41年版 名古屋市統計年鑑』名古屋市、1967年。全国書誌番号:51004953。
- 名古屋市総務局統計課 編『昭和51年版 名古屋市統計年鑑』名古屋市、1977年。全国書誌番号:77007026。
- 名古屋市総務局統計課 編『昭和60年国勢調査 名古屋の町・丁目別人口（昭和60年10月1日現在）』名古屋市役所、1986年。
- 名古屋市総務局企画部統計課 編『平成2年国勢調査 名古屋の町（大字）別・年齢別人口（平成2年10月1日現在）』名古屋市役所、1994年。全国書誌番号:94045412。
- 名古屋市総務局企画部統計課 編『平成7年国勢調査 名古屋の町（大字）・丁目別人口（平成7年10月1日現在）』名古屋市役所、1996年。全国書誌番号:96059807。